# 658 Asteria
658 Asteria eller 1908 BW är en asteroid i huvudbältet, som upptäcktes 23 januari 1908 av den tyska astronomen August Kopff i Heidelberg. Den är uppkallade efter flera figurer i den grekiska mytologin, med namnet Asteria.
Asteroiden har en diameter på ungefär 21 kilometer och tillhör asteroidgruppen Koronis.